# Хемиптероз

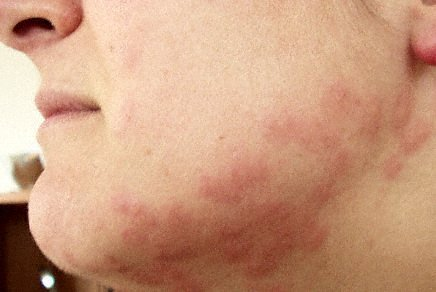
Укусы клопа

Хемиптероз (лат. clinocorosis, cimicosis) — энтомоз, обусловленный укусами клопов, характеризующийся зудом, раздражением кожи, иногда аллергической реакцией.
Для человека патогенны постельный клоп и триатомовые клопы.

## Укусы постельных клопов
Возбудитель Cimex lectularius (сем. Cimicidae, отр. Hemiptera) — кровососущий эктопаразит человека, распространён повсеместно. Днём прячется в мебели, в щелях стен и других укрытиях. Ночью кусает человека. Интенсивность заражения патогенными клопами демонстрирует тенденцию к росту.
Наносимые C. lectularius укусы вызывают образование волдырей, расчёсов, крапивницу, возникает аллергия, обширный плотный отёк, зуд, гиперемия, локальная гипертермия, могут появляться сыпь (иногда сливается[прояснить]), отёк Квинке и бронхоспазм. Укусы мешают сну и вызывают раздражительность. В редких случаях наблюдаются потеря сознания, отёк век, языка, гортани, развивается анафилактический шок. Реакция зависит от чувствительности больного и численности паразитов.
Ядовитое действие оказывает секрет слюнных желёз клопов.
Кроме постельного клопа, человека поражают ласточкин клоп Oeciacus hirundinis и тропический постельный клоп Cimex hemipterus, распространённый в Юго-Восточной Азии, Африке и в Северной Америке.
Лечение не разработано. Прогноз благоприятный. Профилактика заключается в уничтожении клопов.

## Укусы триатомовых клопов
Возбудители — Триатомовые клопы (Triatominae). Эти клопы ведут ночной образ жизни. Кусают часто около глаз и в губы.
Укус клопов Triatoma обычно множественные, проявляются аллергией, сопровождаются сильным зудом, отёками и образованием болезненных папул, сгруппированных везикул с умеренным отёком и покраснением, отёк Квинке, системную анафилаксию и т. д. Возможна одышка, сыпь на теле, учащённый пульс и потеря сознания. Повторные укусы вызывают более сильную реакцию.
Триатомовые клопы являются переносчиками Trypanosoma cruzi — возбудителя болезни Шагаса.
Лечение симптоматическое.